# Flügelmanteln

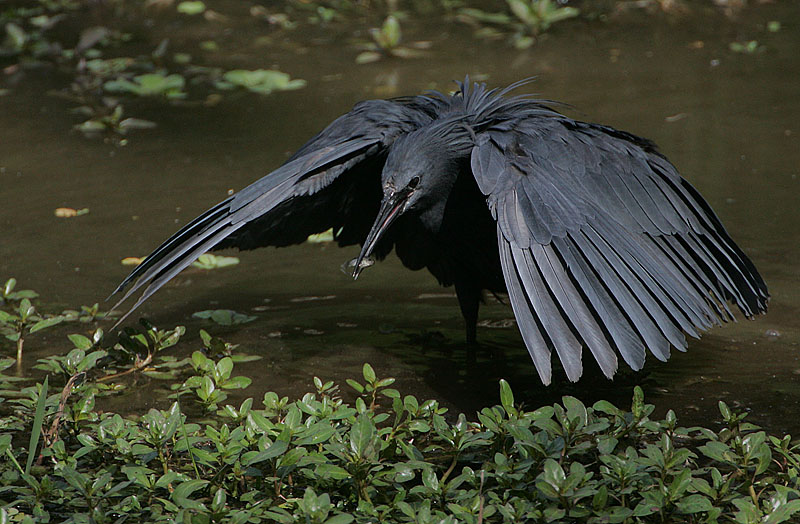
Flügelmantelnder Glockenreiher (Egretta ardesiaca)

Das Flügelmanteln (englisch canopy feeding oder flush-pursuing) ist eine Jagdtechnik mancher fleischfressender Vögel. Einige Schreitvögel, Bucerotiformes, Singvögel und vielleicht andere Vogelgruppen nutzen dazu ihre ausgebreiteten Schwingflügel. Dabei wird der Nahbereich unter und vor dem Vogel abgeschirmt. Aufgrund der Schattenwirkung kann für kleine Beutetiere ein vermeintlicher Schutzbereich entstehen und sie können auch mechanisch durch die Federn davon abgehalten werden, aus dem Schattenbereich zu entweichen und sie können sogar in Richtung des Schnabels dirigiert werden. Angewandt auf größere Beutetiere, sperrt Flügelmanteln deren Fluchtwege ab.
Gleichzeitig verbessert Flügelmanteln die Sicht, indem es die für den Beutefang irritierenden Blendeffekte an der Wasseroberfläche abschirmt.
Selten, aber bei mindestens zwölf Arten der Waldsänger, wird der Effekt durch die aufgespreizten Schwanzfedern erreicht oder unterstützt (so beim Rotbrust-Waldsänger).

## Vogelgruppen

### Schreitvögel
Flügelmanteln beim Beutefang ist bekannt von Schreitvögeln (Ciconiiformes) wie Störchen, Reihern und Pelikanen.
Dabei läuft der Reiher beispielsweise mit ausgebreiteten Flügeln, hält im Uferbereich inne, bringt die Schwingen über seinen Kopf nach vorne und kann in dieser Pose mehrere Minuten verharren. Die so durch Flügelmanteln bevorzugt erbeuteten Tiere sind kleine Fische.

### Bucerotiformes
Auch auf größere Einzelobjekte kann Flügelmanteln angewandt werden, z. B. kann eine kleine Gruppe Hornraben mit gespreizten Flügeln gemeinsam eine Schlange an der Flucht behindern und einander zutreiben.

### Singvögel
Flügelmanteln kommt auch bei insektenfressenden Singvögeln vor, so bei Fliegenschnäppern (Grauschnäpper), Tangaren (Scharlachtangare), Tyrannen (Buchenschnäppertyrann), Vireos (Rotaugenvireo) und Waldsängern (Grünmantel-Waldsänger, Schnäpperwaldsänger).

## Anatomische Adaptation
Flügelmanteln kann durch die Farbgebung und Kontrastierung der Federn unterstützt werden, wobei kontrastreiche hell-dunkle Muster die Beute eher an der Flucht hindern als komplett dunkle Färbungen. Dabei dient die Kontrastfärbung dazu, die Beute in Richtung auf den Schnabel zu dirigieren. Dies wurde bei 12 Arten der Waldsänger bestätigt, die Flügelmanteln durch ihre gespreizten schwarz-weiß kontrastierenden Schwanzfedern unterstützen.

## Thermoregulation
Die Spreizung der Flügel dient häufig dem Trocknen des Gefieders in der Sonne. Andere Deutungen beziehen sich auf die Erzeugung von Vitamin D, Bekämpfung von Ektoparasiten und in der Funktion zur Thermoregulation.